# Эдан, Клебер
Клебер Эдан (фр. Kléber Haedens; 11 декабря 1913 года, Экердревиль-Энневиль, Франция — 13 августа 1976 года, Орвиль, Франция) — французский писатель, журналист и литературный критик.

## Биография
Клебер Эдан родился в семье офицера-артиллериста. Закончил Национальное военное училище в Ла-Флеше, учился в Высшей коммерческой школе в Бордо, затем стал работать в области журналистики.
Будучи в 1930-х годах членом монархической политической организации «Аксьон франсез», он сотрудничал со многими изданиями, среди которых Aux Écoutes, Je suis partout, L’Insurgé (вместе с Морисом Бланшо, Жаном-Пьером Максанс и Тьерри Мольнье), Combats (официальный орган французского ополчения во время Второй мировой войны) и ежедневной газете L’Action française (вёл спортивную и литературную рубрики). В 1937 году получил Премию Каза за роман «Школа родителей».
Уехав во время немецкой оккупации в Лион, он, как и Мишель Деон, стал личным секретарём Шарля Морраса. Позднее сотрудничал с журналами L’Action française Compagnons (орган движения «Молодая Франция») и журналом Idées. В 1943 году Эдан опубликовал «Историю французской литературы».
После освобождения Франции он работал у издателя Робера Лаффона и вёл рубрику театральной критики в Aspects de la France — неоморрасианской газете, издание которой восстановил Пьер Бутан. Также писал для Paroles françaises — крайней правой газеты, выходившей во Франции с 1944 года, впоследствии для France Dimanche, Paris-Presse и для газеты Nouveau Candide (с 1961 по 1968 год).
В 1947 году Саша Гитри и Рене Бенжамен, члены Гонкуровской академии, наградили Клебера Эдана так называемой «внегонкуровской» («Goncourt hors Goncourt») премией — альтернативной премией за книгу Salut au Kentucky («Привет, Кентукки»). Официальную премию получил Жан-Луи Кюртис.
В 1968 году по случаю столетней годовщины со дня рождения Шарля Морра единомышленники Клебера Эдана — Тьерри Мольнье, Марсель Паньоль, Пьер де Бенувилль и другие — организовали комитет, во главе которого встал герцог Антуан де Леви-Мирпуа.
В 1966 году Эдан стал лауреатом Межсоюзной премии «Интералье», которой награждают писателей-журналистов, за роман «Лето заканчивается под липами», а в 1974 году был награждён Большой премией Французской академии за сочинение «Адиос».
Приятель Антуана Блондена, Мишеля Деона и Роже Нимье, он принадлежал к литературной группировке Les Hussards («Гусары»).
Был членом жюри Межсоюзной премии. Умер 13 августа 1976 года.

## Память
- Именем Клебера Эдана названа литературная премия, которой награждали с 1980 по 1988 год.
- В 1996 году журналист Этьен де Монтети опубликовал биографическую книгу «Привет Клеберу Эдану».
- В 2000 году было основано Общество друзей Клебера Эдана.
- В 2008 году коллеж в Ла-Гаренн-Коломбе был назван именем Клебера Эдана, и это вызвало полемику, поскольку писатель был близок к «Аксьон франсез»[2].

Филипп Жувен, мэр города, бывший инициатором наименования и пожелавший раздать «Историю французской литературы» шестиклассникам, в конце концов был вынужден отказаться от этого решения и аннулировал его согласно постановлению Генерального совета департамента О-де-Сен от 6 июля 2009 года, за два месяца до открытия этого нового коллежа.
Вследствие этого дела в декабре 2009 года кружок сторонников «Аксьон франсез» постановил взять себе название «Кружок Клебера Эдана». Он имеет свою территорию в О-де-Сен.